# Aréna Claude-Mongrain
L'Aréna Claude-Mongrain est un aréna situé à Trois-Rivières dans la province de Québec au Canada. Se trouvant au cœur du site du parc de l'Exposition, il est relié au Colisée de Trois-Rivières par des couloirs.
Le bâtiment a une capacité de 550 sièges et de 300 places debout (850 places).
En 1993-1994, lors de la première saison des Estacades de Trois-Rivières, l'équipe de hockey sur glace midget a évolué sur la patinoire de cette aréna (alors le Pavillon de la Jeunesse) avant de déménager la saison suivante à l'aréna Jean-Guy Talbot.